# ماسسينيو-دو-ريف
ماسسينيو-دو-ريف (بالفرنسية: Massignieu-de-Rives)‏ هي بلدية فرنسية تقع في إقليم الآن في فرنسا. رمز إنسي لها هو:1239. أما الرمز البريدي لها فهو: 1300.